# Saussurea kurilensis
Saussurea kurilensis là một loài thực vật có hoa trong họ Cúc. Loài này được Tatew. miêu tả khoa học đầu tiên.